# Wega (Schiff, 1938)
Die Wega war ein Kombischiff, das 1938 als Vega für die Bergenske Dampskibsselskab (BDS) gebaut wurde und bis September 1939 zwischen Norwegen und England verkehrte. Sie wurde 1941 von der deutschen Kriegsmarine beschlagnahmt und dann bis Kriegsende unter dem leicht abgewandelten Namen Wega als Wohn- und Zielschiff bei Ausbildungseinheiten für U-Boot-Besatzungen eingesetzt. Am 4. Mai 1945 geriet das Schiff nach Bombentreffern in Brand, wurde in seichtem Wasser auf Grund gesetzt und brannte aus. Das Wrack wurde 1948/49 teils wiederverwendet und teils verschrottet.

## Bau und technische Daten
Das Motorschiff wurde 1937 von der Werft Cantieri Riuniti dell’Adriatico in Triest gebaut, lief dort am 5. Januar 1938 vom Stapel und wurde am 5. Mai 1938 in Triest an die Reederei übergeben. Die Baukosten betrugen 8 Millionen Kronen. Das Schiff wurde in Italien gebaut, als Gegenleistung für italienische Fischimporte aus Norwegen.
Die Vega, das bis zu diesem Zeitpunkt mit Abstand größte Schiff der BDS, war 129,4 m lang und 17,8 m breit und hatte 8,7 m Tiefgang. Sie war mit 7287 BRT und 4184 NRT vermessen und hatte eine Tragfähigkeit von 1950 tdw. Das Gesamtvolumen der Laderäume betrug 2312 m³, wovon 1614 m³ Kühlraum für Fisch und Lebensmittel und 460 m³ Raum in einem Deckshaus für Kfz waren. 217 Passagiere konnten in der 1. Klasse, 248 in der 2. Klasse aufgenommen werden. Der Antrieb bestand aus zwei von Cantieri Riuniti dell’Adriatico gelieferten 10-Zylinder-2-Takt-Sulzer-Dieselmotoren, deren Leistung mit 12.400 brake horsepower angegeben wurde. Bei der Testfahrt am 29. April 1938 wurde über eine Zeitspanne von sechs Stunden eine Durchschnittsgeschwindigkeit von 20,75 Knoten und eine Höchstgeschwindigkeit von 21,75 Knoten gemessen. 1939 erhielt das Schiff einen Kreiselkompass.

## Geschichte

### Vorkriegszeit

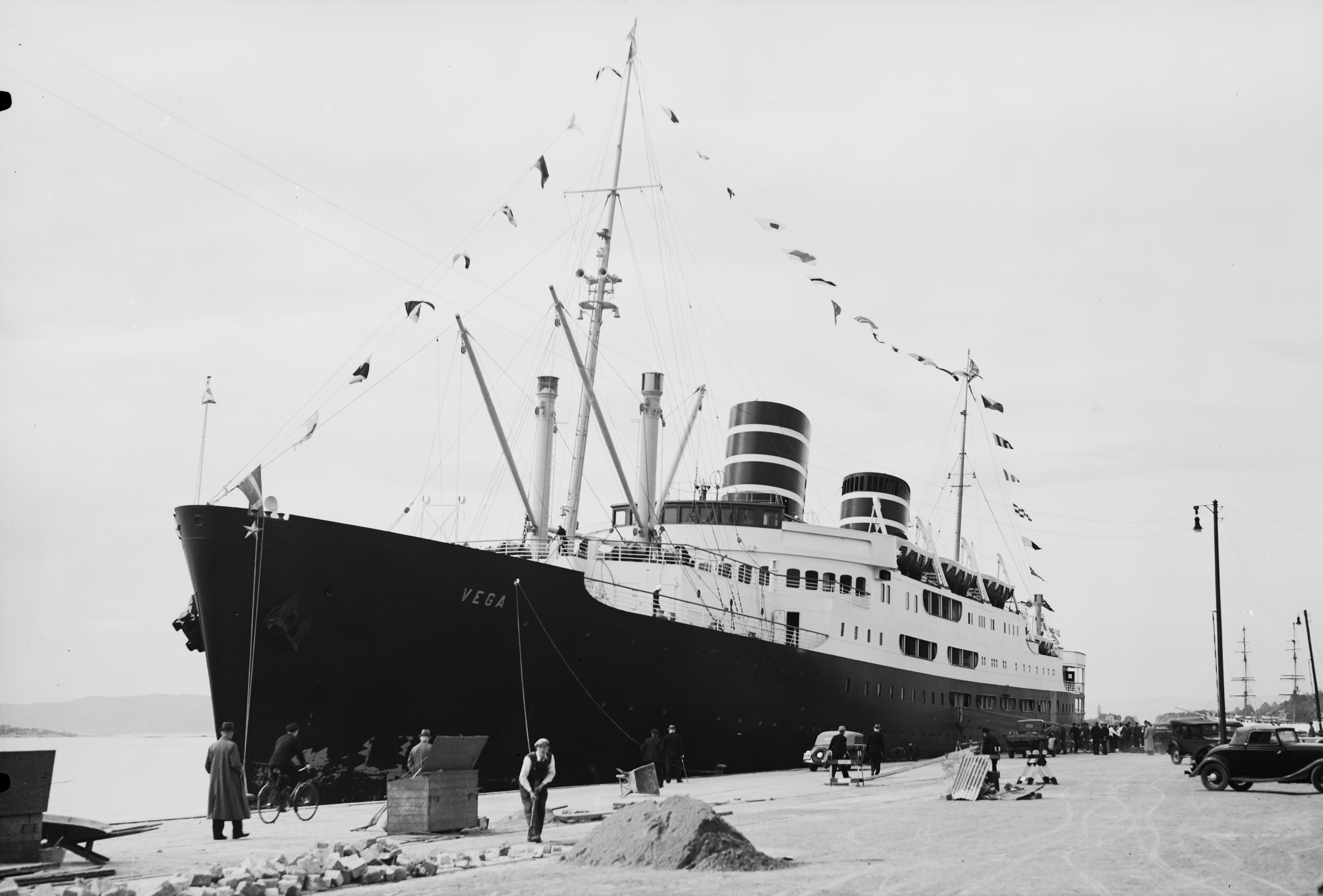
Die Vega in Oslo, 1938

Am 5. Mai 1938 wurde die norwegische Flagge auf dem Schiff gehisst, und die Vega fuhr dann nach Oslo, wo sie am 13. Mai ankam. Am 15. Mai fuhr sie über Stavanger, das am 16. Mai angelaufen wurde, nach Bergen; an Bord befanden sich u. a. König Haakon VII., der am 17. Mai in Bergen ein Denkmal von Christian Michelsen, Norwegens erstem Ministerpräsidenten, enthüllen sollte, und Mitglieder des Storting und der norwegischen Regierung. Nach weiteren Festlichkeiten und Veranstaltungen lief das Schiff schließlich am 25. Mai 1938 zu seiner Jungfernfahrt auf der Route Bergen – Haugesund – Stavanger – Newcastle aus. Damit vervollständigte die Vega den England-Dienst der Reederei, der dann ab 2. Juni 1938 gemeinsam mit der 1931 gebauten Venus durchgeführt wurde.
Bis zum Beginn des Zweiten Weltkriegs machten die beiden Zwei-Schornsteiner im Sommer jeweils zweimal pro Woche die Rundreise auf dieser Strecke. Abfahrt aus Bergen war montags, mittwochs, donnerstags und samstags um 11 Uhr, Rückfahrt ab Newcastle um 19:30 Uhr montags, dienstags, donnerstags und samstags. Dabei lief die Vega Stavanger und Haugesund nur dienstags und samstags auf der Fahrt von Newcastle nach Bergen an; die Venus machte Zwischenstopps dort nur mittwochs und samstags auf der Fahrt nach Newcastle.

### Zweiter Weltkrieg
Am 7. September 1939 kam die Vega von ihrer letzten Reise nach Newcastle zurück und die Reederei entschied, aufgrund der Kriegsrisiken ihre teuersten Schiffe in Sicherheit zu bringen. Die Vega, die Venus und die Stella Polaris wurden im Veafjord bei Stanghelle nordöstlich von Bergen aufgelegt. Sie lagen noch dort, als die Wehrmacht am 9. April 1940 in Norwegen einfiel. Am 11. September 1940 wurde die Vega von den Besatzern beschlagnahmt, aber am 16. Oktober 1940 wieder zurückgegeben und erneut aufgelegt. Am 18. März 1941 wurde sie zum zweiten Mal von der Kriegsmarine beschlagnahmt. Sie wurde in Wega umbenannt, in Bergen überholt und dann ab Juni 1941 bei der 1. U-Lehrdivision in Pillau als Zielschiff eingesetzt. Ab März 1942 wurde sie als Wohnschiff für die der Schießausbildung von U-Boot-Besatzungen dienenden 25. U-Flottille in Danzig (1943 in Memel, dann in Libau und 1944 in Gotenhafen) genutzt. Bei der im Januar 1945 beginnenden Evakuierung von Verwundeten und Flüchtlingen aus Ostpreußen war auch die Wega beteiligt. Bereits am 2. Februar 1945 lief sie mit Verwundeten und Flüchtlingen von Gotenhafen nach Kiel.
In der letzten Kriegswoche, am 3. Mai 1945, überstand die Wega, mit weiteren zuvor bei U-Boot-Flottillen eingesetzten Wohn- und Depotschiffen südöstlich der Insel Fehmarn ankernd, einen Bombenangriff britischer Hawker Typhoon Kampfflugzeuge. Danach verlegten drei der Schiffe auf die Nordseite von Fehmarn. Am Abend gegen 19 Uhr 20 griffen elf Hawker Typhoon die südlich von Fehmarn verblieben Schiffe erneut mit 250-kg-Bomben an. Die Wega erhielt zwei Treffer und geriet in Brand. Sie bekam Schlagseite nach Steuerbord, blieb jedoch schwimmfähig, wurde in flachem Wasser auf Grund gesetzt und brannte aus. Die Swakopmund wurde mittschiffs von zwei Bomben getroffen, geriet in Brand und kenterte schließlich in relativ flachem Wasser.

### Ende
Im Juli 1946 wurde das Wrack Eigentum der Norwegischen Kriegsversicherung (Norske Krigsforsikring), die es dann im Oktober 1948 in situ an den Reeder Sigurd Skaugen aus Oslo veräußerte. Das Wrack wurde vor Ort in drei Teile zerschnitten, und während das Bug- und das Heckteil vor Ort abgebrochen wurden, wurde das Mittelteil in die Howaldtswerke in Kiel geschleppt. Dort wurden die beiden Dieselmotoren ausgebaut und der Rest verschrottet. Die Motoren wurden dann zwecks Modernisierung in zwei andere norwegische Schiffe eingebaut, die Kollgrim und die Haukefjell.